# Tŏksŏng-gun
Tŏksŏng-gun (koreanska: 덕성군) är en kommun i Nordkorea.   Den ligger i provinsen Hamnam, i den centrala delen av landet, 260 km nordost om huvudstaden Pyongyang.